# Linn Reusse

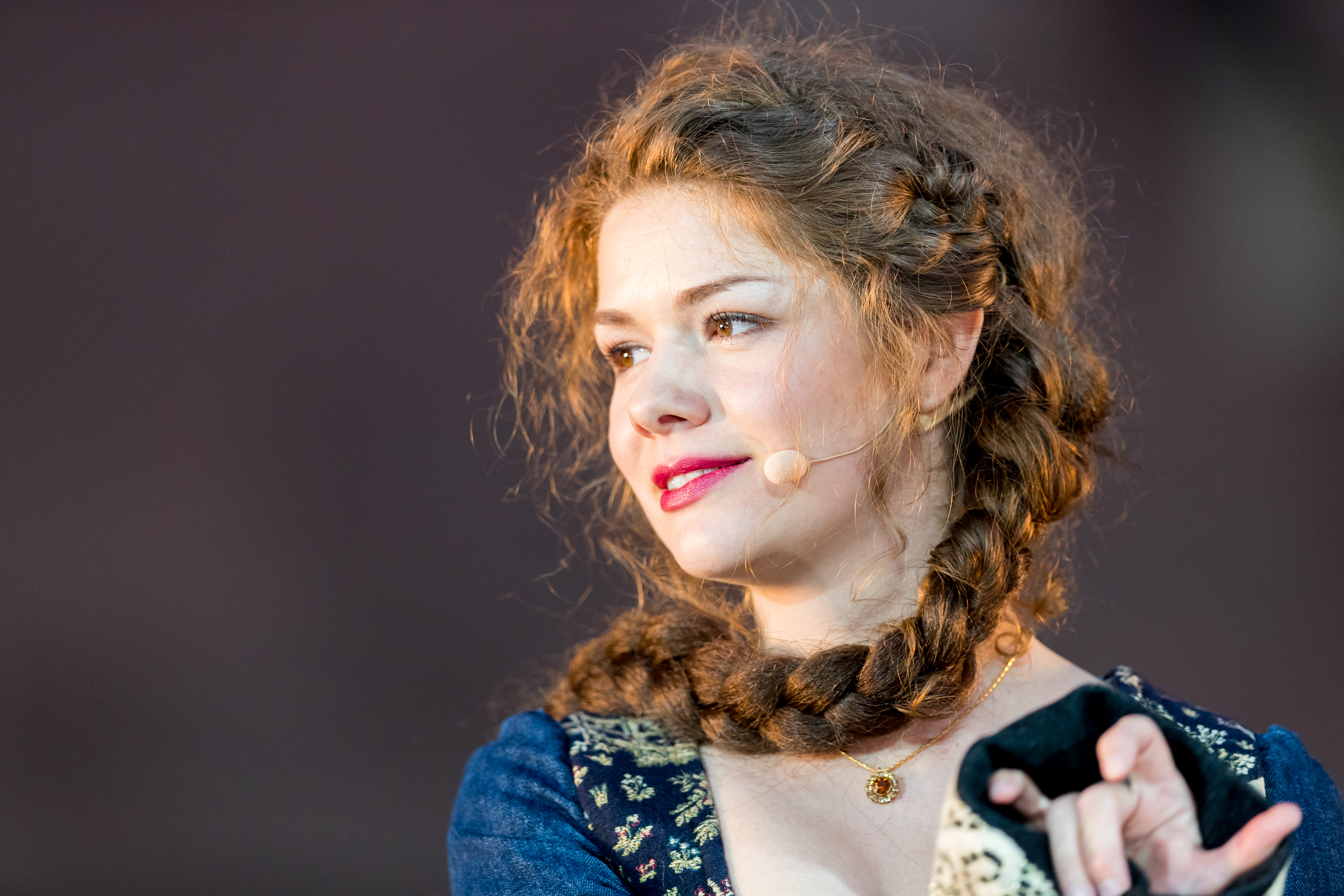
Linn Reusse, 2018

Linn Sara Reusse (* 23. September 1992 in Berlin) ist eine deutsche Schauspielerin und Synchronsprecherin.

## Leben
Linn Reusse ist in Berlin geboren und aufgewachsen. Von 2012 bis 2016 studierte sie Schauspiel an der Hochschule für Schauspielkunst „Ernst Busch“. Linn Reusse ist die Tochter von Bettina Reusse, Enkelin der Schauspieler Sigrid Göhler und Peter Reusse und die Nichte des Schauspielers Sebastian Reusse.

## Laufbahn
Als Kind begann Reusse mit dem Synchronsprechen. Sie synchronisierte unter anderem im Kinofilm Die Geisha. Ihre ersten Theatererfahrungen sammelte sie als Mitglied der Jugendtheatergruppe des Maxim-Gorki-Theaters. Mit 14 Jahren spielte sie die Hauptrolle im 2008 erschienen Kinofilm Die Rote Zora. Weitere Filmprojekte folgten, darunter Goethe! und Tischlein deck dich.
Während des Schauspielstudiums an der Ernst-Busch-Hochschule spielte Reusse unter anderem im Studiotheater der Hochschule BAT in Was ihr wollt, im Deutschen Theater in dem Stück Monster und im Renaissance-Theater in dem Stück Haus auf dem Land. Seit der Spielzeit 2016/17 ist Reusse festes Ensemblemitglied am Deutschen Theater in Berlin. Dort ist sie u. a. in den Stücken Am Königsweg, Sommergäste, Phädra, Väter und Söhne, Die Glasmenagerie und Westend zu sehen. 2019 erhielt sie den Daphne-Preis der TheaterGemeinde Berlin für herausragende junge Darsteller.
Seit der Spielzeit 2023/24 ist Reusse Ensemblemitglied des Deutschen Schauspielhauses in Hamburg.

## Filmografie
- 2006: Knoten im Teppich (Kurzfilm)
- 2007: Polizeiruf 110 – Gefährliches Vertrauen (Fernsehreihe)
- 2008: Die Rote Zora
- 2008: Tischlein deck dich (ARD-Märchenfilmreihe Sechs auf einen Streich)
- 2010: Bloch – Die Geisel (Fernsehen)
- 2010: Goethe!
- 2011: Gute Reise, Rudi (Kurzfilm)
- 2015: Unterm Radar (Fernsehfilm)
- 2016: In aller Freundschaft – Die jungen Ärzte (Fernsehserie, Folge Freundschaftsdienste)
- 2017: In aller Freundschaft (Fernsehserie, Folge Auf das Leben!)
- 2017: Zwischen Sommer und Herbst

## Hörspiele (Auswahl)
- 2022: Patricia Highsmith: Der süße Wahn (Annabelle) – Regie: Cordula Dickmeiß (NDR/SRF)
- 2022: Ariana Koch: Dinosauriermonologe (Anführerin) – Regie: Regie: Antje Vowinckel (NDR)
- 2023: wittmann/zeitblom: Silence Deluxe  – Regie: wittmann/zeitblom (Deutschlandradio)
- 2022: Allen Ginsberg: Die wilden Augen! Die heiligen Schreie! Allen Ginsberg Lyrik und Prosa – Regie Michael Farin (Deutschlandradio)

## Synchronisationen (Auswahl)
- 2003: The Tribe (Serie)
- 2005: Die Geisha (Kinofilm)
- 2009: Team X-treme
- 2009: Jungs sind wie Kaugummi (Hörbuch)

## Auszeichnungen
- 2025: Ulrich-Wildgruber-Preis. Die Jury würdigte, dass Linn Reusse unverwechselbar mache, „wie souverän und berührend sie ihre Figuren auf der Bühne und im Film auspendelt zwischen Fragilität und Widerstandskraft, in der immer auch die Energie spürbar ist, mit der jederzeit ein Ausbruch aus einer zu engen Welt möglich wäre“.[5]